# Libanon i olympiska vinterspelen 1972
Libanon deltog med en deltagare vid de olympiska vinterspelen 1972 i Sapporo. Landets deltagare erövrade ingen medalj.